# Zvjezdana Bašić
Zvjezdana Bašić (Šibenik, 30. svibnja 1926. – Zagreb, 29. kolovoza 2005.) bila je hrvatska pijanistica i klavirska pedagoginja.

## Životopis
Zvjezdana Bašić (rođ. Žuvić) je kao šestgodišnja djevojčica započela učiti klavir kod časne sestre Magne u splitskom Zavodu sv. Ane. Bila je marljiva i napredna učenica te je već tada često svirala javno. U svojoj desetoj godini (1936.) glazbeno je školovanje nastavila u privatnoj školi Estele Ivić Kuzmanić. Do svoje devetnaeste godine nastudirala je i javno izvela mnoga pijanistički vrlo zahtjevna djela, primjerice Chopinov Klavirski koncert u f-molu, Griegov Klavirski koncert u a-molu, Ravelovu skladbu Jeux d’eau (Igra vode), Schubertov Impromptu u As-duru i mnoga druga djela stupnja težine adekvatnog programu visoke glazbene škole.
Godine 1945. Zvjezdana Žuvić dolazi u Zagreb i na Muzičkoj akademiji polaže audiciju te upisuje studij klavira u klasi Svetislava Stančića. Već na drugoj godini studija nastupa kao solistica u Simfonijskim varijacijama Césara Francka uz Zagrebačku filharmoniju pod ravnanjem Milana Horvata. Na četvrtoj godini studija udaje se za Mirka Bašića, tada direktora Jadran filma u Zagrebu, a kasnije jugoslavenskoga diplomata. Studij klavira završila je 1950. diplomskim koncertom u Hrvatskom glazbenom zavodu.
Nakon diplome, od 1950. do 1953. podučava na Glazbenoj školi Pavla Markovca u Zagrebu, ali ne zapušta vlastitu pijanističku karijeru: 1951. na Saveznom natjecanju u Beogradu osvaja Drugu nagradu (Prva nagrada tada nije bila dodijeljena), a godinu dana kasnije na Međunarodnom glazbenom natjecanju u Ženevi dobiva diplomu.
Godine 1953. suprug Zvjezdane Bašić biva imenovan tajnikom Jugoslavenske ambasade u Santiago de Chileu. Time počinje novo razdoblje u životu supružnika Bašić, obilježeno višegodišnjim izbivanjem iz domovine. Ta su izbivanja, zbog suprugove diplomatske službe, Zvjezdani Bašić ujedno bila i prilika za dodatno umjetničko usavršavanje, posebice boravak u Sovjetskom Savezu i Venezueli, ali i prilika za nova i nadasve uspješna koncertna iskustva. Prije odlaska u Moskvu, godinu dana je podučavala i na Muzičkoj školi »Josip Slavenski« u Beogradu (1958-59). Na moskovskom Državnom konzervatoriju P. I. Čajkovski dvije se godine usavršavala kod Vere Gornostaeve, a zatim i kod slavnoga Genriha Nejgauza. Za boravka u Venezueli, dvije je godine studirala kod Harriet Serr u Caracasu.
Po povratku u Zagreb 1970. godine podučava na Glazbenoj školi Vatroslava Lisinskog, a godinu dana kasnije biva angažirana i kao predavač na Muzičkoj akademiji. 1972. magistrira u klasi Ive Mačeka te biva zaposlena kao docentica na Odsjeku za klavir i orgulje. 1977. promaknuta je u zvanje izvanrednog, a 1983. i redovitog profesora. U dva je mandata – od 1983-88. i 1994-97. – bila i pročelnicom Odsjeka za klavir, orgulje i čembalo. Iako umirovljena 1991. godine, Zvjezdana Bašić je svoju pedagošku karijeru, po vlastitoj želji, završila tek potkraj 2001. Lovro Pogorelić, Mia Elezović, Ivana Švarc-Grenda, Ante Milić, Andrea Feitl, Srebrenka Poljak, Željko Vlahović i Katja Repušić tek su neki od danas poznatih i priznatih hrvatskih pijanista, koje je odgojila u tridesetak godina svoga predanoga pedagoškog djelovanja:

## Nagrade i priznanja
- 1948. Prvomajska nagrada za izvedbu Mozartovog Klavirskog koncerta u d-molu, K.V. 466
- 1950. Nagrada Vatroslav Lisinski Hrvatskoga glazbenog zavoda kao najboljoj diplomantici Muzičke akademije.
- 1951. Druga nagrada na Saveznom natjecanju u Beogradu.
- 1952. Diploma na Međunarodnom glazbenom natjecanju u Ženevi.
- 1996. Priznanje za iznimna umjetnička postignuća Međunarodnoga biografskog centra (International Biographical Centre) u Cambridgeu (Engleska).
- 1996. Spomen-medalja Sveučilišta u Zagrebu za uspješnu dugogodišnju suradnju, posebice u promicanju glazbene umjetnosti.
- 1997. Plaketa Hrvatskoga društva glazbenih umjetnika povodom 45. obljetnice umjetničkoga rada.
- 2002. Nagrada Grada Zagreba za ukupan doprinos glazbenoj pedagogiji i zasluge u kulturi.

## Vanjske poveznice
- iTunes – Ludwig van Beethoven / Zvjezdana Bašić, glasovir
- Discogs: Zvjezdana Bašić (diskografija)